# Нікола Мускат
Нікола Мускат (25 червня 1994) — мальтійська плавчиня.
Учасниця Олімпійських Ігор 2012, 2016 років.